# Liste des planètes mineures non numérotées découvertes en février 2017
Pour un article plus général, voir Liste des planètes mineures non numérotées découvertes en 2017.
Pour un article plus général, voir Liste des planètes mineures.
Cet article dresse la liste des planètes mineures (astéroïdes, centaures, objets transneptuniens et assimilés) non numérotées découvertes en février 2017 dans l'ordre de leur découverte.
Au 15 janvier 2025, 661 077 des 1 434 993 planètes mineures répertoriées par le Centre des planètes mineures ne sont pas encore numérotées, soit 46,07 %.

## Rappel concernant la désignation provisoire
La désignation provisoire indique l'ordre de découverte de ces objets. En effet, cette désignation est composée de l'année de découverte (par exemple 2017) suivie de la quinzaine (demi-mois) de découverte (p.e. A = 1-15 janvier) puis de l'ordre de découverte dans cette quinzaine. Cet ordre est indiqué par une lettre et éventuellement un chiffre comme suit : A pour la première découverte, B pour la deuxième, ..., Z pour la 25e (le I n'est pas utilisé pour éviter la confusion avec 1), A1 pour la 26e, B1 pour la 27e, etc. , Z1 pour la 50e, A2 pour la 51e, B2 pour la 52e, etc. L'ordre de la numérotation ne suit donc pas l'ordre alphanumérique. 2017 AA1 suit ainsi 2017 AZ et précède 2017 AB1.

## Liste

### Du1erau 15 février 2017
- 2017 CB
- 2017 CC
- 2017 CE
- 2017 CG
- 2017 CJ
- 2017 CO
- 2017 CP
- 2017 CQ
- 2017 CR
- 2017 CS
- 2017 CT
- 2017 CU
- 2017 CY
- 2017 CA1
- 2017 CD1
- 2017 CE1
- 2017 CF1
- 2017 CG1
- 2017 CH1
- 2017 CJ1
- 2017 CK1
- 2017 CL1
- 2017 CM1
- 2017 CN1
- 2017 CO1
- 2017 CP1
- 2017 CQ1
- 2017 CR1
- 2017 CS1
- 2017 CU1
- 2017 CV1
- 2017 CW1
- 2017 CX1
- 2017 CZ1
- 2017 CP2
- 2017 CA3
- 2017 CX3
- 2017 CZ3
- 2017 CB4
- 2017 CG4
- 2017 CP4
- 2017 CT4
- 2017 CU4
- 2017 CV4
- 2017 CW4
- 2017 CA5
- 2017 CD5
- 2017 CH5
- 2017 CJ5
- 2017 CK5
- 2017 CL5
- 2017 CO5
- 2017 CP5
- 2017 CQ5
- 2017 CR5
- 2017 CZ5
- 2017 CA6
- 2017 CC6
- 2017 CD6
- 2017 CE6
- 2017 CH6
- 2017 CK6
- 2017 CL6
- 2017 CM6
- 2017 CO6
- 2017 CQ6
- 2017 CT6
- 2017 CV6
- 2017 CX6
- 2017 CZ6
- 2017 CB7
- 2017 CL7
- 2017 CM7
- 2017 CO7
- 2017 CR7
- 2017 CV7
- 2017 CG8
- 2017 CL8
- 2017 CN8
- 2017 CR8
- 2017 CV8
- 2017 CW8
- 2017 CX8
- 2017 CF9
- 2017 CR9
- 2017 CS9
- 2017 CV9
- 2017 CZ9
- 2017 CD10
- 2017 CE10
- 2017 CF10
- 2017 CG10
- 2017 CR10
- 2017 CV10
- 2017 CW10
- 2017 CX10
- 2017 CG11
- 2017 CH11
- 2017 CL11
- 2017 CM11
- 2017 CN11
- 2017 CS11
- 2017 CY11
- 2017 CM12
- 2017 CO12
- 2017 CV12
- 2017 CW12
- 2017 CA13
- 2017 CJ13
- 2017 CK13
- 2017 CN13
- 2017 CQ13
- 2017 CR13
- 2017 CS13
- 2017 CX13
- 2017 CY13
- 2017 CZ13
- 2017 CA14
- 2017 CC14
- 2017 CE14
- 2017 CF14
- 2017 CG14
- 2017 CH14
- 2017 CJ14
- 2017 CK14
- 2017 CM14
- 2017 CO14
- 2017 CP14
- 2017 CR14
- 2017 CS14
- 2017 CX14
- 2017 CA15
- 2017 CC15
- 2017 CD15
- 2017 CF15
- 2017 CG15
- 2017 CK15
- 2017 CM15
- 2017 CN15
- 2017 CO15
- 2017 CR15
- 2017 CU15
- 2017 CA16
- 2017 CB16
- 2017 CE16
- 2017 CG16
- 2017 CL16
- 2017 CO16
- 2017 CP16
- 2017 CQ16
- 2017 CA17
- 2017 CF17
- 2017 CG17
- 2017 CH17
- 2017 CK17
- 2017 CL17
- 2017 CO17
- 2017 CT17
- 2017 CY17
- 2017 CD18
- 2017 CM18
- 2017 CN18
- 2017 CO18
- 2017 CP18
- 2017 CQ18
- 2017 CX18
- 2017 CY18
- 2017 CA19
- 2017 CF19
- 2017 CH19
- 2017 CK19
- 2017 CL19
- 2017 CP19
- 2017 CQ19
- 2017 CR19
- 2017 CT19
- 2017 CU19
- 2017 CW19
- 2017 CB20
- 2017 CD20
- 2017 CH20
- 2017 CL20
- 2017 CN20
- 2017 CP20
- 2017 CR20
- 2017 CU20
- 2017 CX20
- 2017 CY20
- 2017 CA21
- 2017 CB21
- 2017 CC21
- 2017 CD21
- 2017 CE21
- 2017 CG21
- 2017 CH21
- 2017 CJ21
- 2017 CQ21
- 2017 CT21
- 2017 CX21
- 2017 CZ21
- 2017 CD22
- 2017 CF22
- 2017 CG22
- 2017 CO22
- 2017 CQ22
- 2017 CV22
- 2017 CY22
- 2017 CA23
- 2017 CD23
- 2017 CE23
- 2017 CF23
- 2017 CH23
- 2017 CL23
- 2017 CM23
- 2017 CQ23
- 2017 CU23
- 2017 CV23
- 2017 CW23
- 2017 CH24
- 2017 CJ24
- 2017 CM24
- 2017 CR24
- 2017 CZ24
- 2017 CA25
- 2017 CB25
- 2017 CC25
- 2017 CF25
- 2017 CH25
- 2017 CL25
- 2017 CM25
- 2017 CO25
- 2017 CP25
- 2017 CW25
- 2017 CZ25
- 2017 CD26
- 2017 CJ26
- 2017 CS26
- 2017 CF27
- 2017 CJ27
- 2017 CM27
- 2017 CP27
- 2017 CR27
- 2017 CS27
- 2017 CT27
- 2017 CV27
- 2017 CX27
- 2017 CZ27
- 2017 CC28
- 2017 CD28
- 2017 CF28
- 2017 CH28
- 2017 CM28
- 2017 CN28
- 2017 CO28
- 2017 CR28
- 2017 CU28
- 2017 CW28
- 2017 CY28
- 2017 CD29
- 2017 CH29
- 2017 CJ29
- 2017 CM29
- 2017 CV29
- 2017 CW29
- 2017 CZ29
- 2017 CA30
- 2017 CC30
- 2017 CD30
- 2017 CG30
- 2017 CM30
- 2017 CN30
- 2017 CV30
- 2017 CA31
- 2017 CK31
- 2017 CU31
- 2017 CV31
- 2017 CW31
- 2017 CX31
- 2017 CY31
- 2017 CA32
- 2017 CB32
- 2017 CE32
- 2017 CF32
- 2017 CL32
- 2017 CM32
- 2017 CN32
- 2017 CO32
- 2017 CP32
- 2017 CQ32
- 2017 CR32
- 2017 CS32
- 2017 CU32
- 2017 CV32
- 2017 CW32
- 2017 CX32
- 2017 CY32
- 2017 CZ32
- 2017 CA33
- 2017 CB33
- 2017 CD33
- 2017 CG33
- 2017 CK33
- 2017 CN33
- 2017 CY33
- 2017 CM35
- 2017 CW35
- 2017 CX35
- 2017 CY35
- 2017 CZ35
- 2017 CB36
- 2017 CC36
- 2017 CD36
- 2017 CE36
- 2017 CG36
- 2017 CH36
- 2017 CJ36
- 2017 CK36
- 2017 CL36
- 2017 CN36
- 2017 CO36
- 2017 CP36
- 2017 CQ36
- 2017 CR36
- 2017 CS36
- 2017 CT36
- 2017 CU36
- 2017 CV36
- 2017 CW36
- 2017 CY36
- 2017 CA37
- 2017 CB37
- 2017 CC37
- 2017 CF37
- 2017 CG37
- 2017 CH37
- 2017 CJ37
- 2017 CK37
- 2017 CL37
- 2017 CM37
- 2017 CN37
- 2017 CO37
- 2017 CP37
- 2017 CQ37
- 2017 CR37
- 2017 CS37
- 2017 CU37
- 2017 CV37
- 2017 CW37
- 2017 CX37
- 2017 CY37
- 2017 CZ37
- 2017 CA38
- 2017 CB38
- 2017 CC38
- 2017 CD38
- 2017 CE38
- 2017 CF38
- 2017 CH38
- 2017 CJ38
- 2017 CL38
- 2017 CM38
- 2017 CO38
- 2017 CQ38
- 2017 CR38
- 2017 CS38
- 2017 CU38
- 2017 CV38
- 2017 CY38
- 2017 CZ38
- 2017 CA39
- 2017 CB39
- 2017 CC39
- 2017 CD39
- 2017 CE39
- 2017 CG39
- 2017 CM39
- 2017 CN39
- 2017 CO39
- 2017 CP39
- 2017 CQ39
- 2017 CV39
- 2017 CW39
- 2017 CB40
- 2017 CE40
- 2017 CG40
- 2017 CH40
- 2017 CJ40
- 2017 CK40
- 2017 CN40
- 2017 CO40
- 2017 CQ40
- 2017 CR40
- 2017 CS40
- 2017 CT40
- 2017 CU40
- 2017 CV40
- 2017 CW40
- 2017 CX40
- 2017 CZ40
- 2017 CA41
- 2017 CB41
- 2017 CE41
- 2017 CG41
- 2017 CH41
- 2017 CK41
- 2017 CM41
- 2017 CN41
- 2017 CO41
- 2017 CV41
- 2017 CW41
- 2017 CY41
- 2017 CZ41
- 2017 CA42
- 2017 CB42
- 2017 CE42
- 2017 CF42
- 2017 CG42
- 2017 CH42
- 2017 CJ42
- 2017 CK42
- 2017 CL42
- 2017 CM42
- 2017 CN42
- 2017 CO42
- 2017 CP42
- 2017 CQ42
- 2017 CR42
- 2017 CS42
- 2017 CT42
- 2017 CV42
- 2017 CW42
- 2017 CY42
- 2017 CZ42
- 2017 CB43
- 2017 CD43
- 2017 CE43
- 2017 CF43
- 2017 CG43
- 2017 CK43
- 2017 CO43
- 2017 CP43
- 2017 CQ43
- 2017 CR43
- 2017 CS43
- 2017 CT43
- 2017 CU43
- 2017 CW43
- 2017 CX43
- 2017 CY43
- 2017 CZ43
- 2017 CA44
- 2017 CB44
- 2017 CC44
- 2017 CD44
- 2017 CE44
- 2017 CF44
- 2017 CG44
- 2017 CH44
- 2017 CJ44
- 2017 CM44
- 2017 CO44
- 2017 CP44
- 2017 CS44
- 2017 CT44
- 2017 CU44
- 2017 CW44
- 2017 CX44
- 2017 CY44
- 2017 CA45
- 2017 CC45
- 2017 CD45
- 2017 CF45
- 2017 CG45
- 2017 CH45
- 2017 CJ45
- 2017 CL45
- 2017 CM45
- 2017 CO45
- 2017 CP45
- 2017 CQ45
- 2017 CR45
- 2017 CB46
- 2017 CC46
- 2017 CE46
- 2017 CF46
- 2017 CG46
- 2017 CH46
- 2017 CJ46
- 2017 CK46
- 2017 CL46
- 2017 CM46
- 2017 CN46
- 2017 CO46
- 2017 CR46
- 2017 CS46
- 2017 CT46
- 2017 CU46
- 2017 CW46
- 2017 CX46
- 2017 CY46
- 2017 CZ46
- 2017 CA47
- 2017 CC47
- 2017 CD47
- 2017 CE47
- 2017 CF47
- 2017 CK47
- 2017 CL47
- 2017 CM47
- 2017 CN47
- 2017 CO47
- 2017 CP47
- 2017 CR47
- 2017 CS47
- 2017 CT47
- 2017 CV47
- 2017 CW47
- 2017 CX47
- 2017 CY47
- 2017 CZ47
- 2017 CA48
- 2017 CB48
- 2017 CD48
- 2017 CE48
- 2017 CG48
- 2017 CH48
- 2017 CJ48
- 2017 CK48
- 2017 CL48
- 2017 CM48
- 2017 CN48
- 2017 CO48
- 2017 CP48
- 2017 CQ48
- 2017 CS48
- 2017 CT48
- 2017 CU48
- 2017 CV48
- 2017 CW48
- 2017 CZ48
- 2017 CA49
- 2017 CB49
- 2017 CC49
- 2017 CD49
- 2017 CE49
- 2017 CF49
- 2017 CH49
- 2017 CJ49
- 2017 CM49
- 2017 CN49
- 2017 CP49
- 2017 CQ49
- 2017 CR49
- 2017 CS49
- 2017 CT49
- 2017 CU49
- 2017 CV49
- 2017 CW49
- 2017 CY49
- 2017 CZ49
- 2017 CA50
- 2017 CB50
- 2017 CC50
- 2017 CD50
- 2017 CE50
- 2017 CF50
- 2017 CH50
- 2017 CJ50
- 2017 CK50
- 2017 CL50
- 2017 CM50
- 2017 CN50
- 2017 CO50
- 2017 CP50
- 2017 CQ50
- 2017 CR50
- 2017 CS50
- 2017 CT50
- 2017 CU50
- 2017 CW50
- 2017 CX50
- 2017 CY50
- 2017 CZ50
- 2017 CA51
- 2017 CB51
- 2017 CC51
- 2017 CD51
- 2017 CE51
- 2017 CF51
- 2017 CH51
- 2017 CJ51
- 2017 CK51
- 2017 CL51
- 2017 CM51
- 2017 CN51
- 2017 CO51
- 2017 CQ51
- 2017 CR51
- 2017 CS51
- 2017 CT51
- 2017 CU51
- 2017 CV51
- 2017 CY51
- 2017 CZ51
- 2017 CA52
- 2017 CB52
- 2017 CC52
- 2017 CD52
- 2017 CE52
- 2017 CF52
- 2017 CG52
- 2017 CH52
- 2017 CJ52
- 2017 CK52
- 2017 CL52
- 2017 CM52
- 2017 CN52
- 2017 CO52
- 2017 CP52
- 2017 CQ52
- 2017 CR52
- 2017 CS52
- 2017 CT52
- 2017 CU52
- 2017 CV52
- 2017 CW52
- 2017 CX52
- 2017 CY52
- 2017 CZ52
- 2017 CA53
- 2017 CB53
- 2017 CC53
- 2017 CD53
- 2017 CE53
- 2017 CF53
- 2017 CH53
- 2017 CJ53
- 2017 CK53
- 2017 CL53
- 2017 CM53
- 2017 CN53
- 2017 CO53
- 2017 CP53
- 2017 CQ53
- 2017 CR53
- 2017 CS53
- 2017 CT53
- 2017 CU53
- 2017 CV53
- 2017 CW53
- 2017 CX53
- 2017 CY53
- 2017 CZ53
- 2017 CA54
- 2017 CB54
- 2017 CC54
- 2017 CD54
- 2017 CE54
- 2017 CF54
- 2017 CG54
- 2017 CH54
- 2017 CJ54
- 2017 CK54
- 2017 CL54
- 2017 CM54
- 2017 CN54
- 2017 CO54
- 2017 CP54
- 2017 CQ54
- 2017 CR54
- 2017 CS54
- 2017 CT54
- 2017 CU54
- 2017 CV54
- 2017 CW54
- 2017 CX54
- 2017 CY54
- 2017 CZ54
- 2017 CA55
- 2017 CB55
- 2017 CC55
- 2017 CD55
- 2017 CE55
- 2017 CG55
- 2017 CH55
- 2017 CJ55
- 2017 CK55
- 2017 CL55
- 2017 CM55
- 2017 CN55
- 2017 CO55
- 2017 CP55
- 2017 CQ55
- 2017 CR55
- 2017 CS55
- 2017 CT55
- 2017 CU55
- 2017 CV55
- 2017 CW55
- 2017 CX55
- 2017 CY55
- 2017 CZ55
- 2017 CA56
- 2017 CB56
- 2017 CC56
- 2017 CD56
- 2017 CE56
- 2017 CF56
- 2017 CG56
- 2017 CH56
- 2017 CJ56
- 2017 CK56
- 2017 CL56
- 2017 CM56
- 2017 CN56
- 2017 CO56
- 2017 CP56
- 2017 CQ56
- 2017 CR56
- 2017 CS56
- 2017 CT56
- 2017 CU56
- 2017 CV56
- 2017 CW56
- 2017 CX56
- 2017 CY56
- 2017 CZ56
- 2017 CA57
- 2017 CB57
- 2017 CC57
- 2017 CD57
- 2017 CE57
- 2017 CF57
- 2017 CG57
- 2017 CH57
- 2017 CJ57
- 2017 CK57
- 2017 CL57
- 2017 CM57
- 2017 CN57
- 2017 CO57
- 2017 CP57
- 2017 CQ57
- 2017 CR57
- 2017 CS57
- 2017 CT57
- 2017 CU57
- 2017 CV57
- 2017 CW57
- 2017 CX57
- 2017 CY57
- 2017 CZ57
- 2017 CA58
- 2017 CB58
- 2017 CC58
- 2017 CD58
- 2017 CE58
- 2017 CF58
- 2017 CG58
- 2017 CH58
- 2017 CJ58
- 2017 CO58
- 2017 CQ58
- 2017 CR58
- 2017 CS58
- 2017 CT58
- 2017 CU58
- 2017 CV58
- 2017 CW58
- 2017 CX58
- 2017 CY58
- 2017 CZ58
- 2017 CA59
- 2017 CB59
- 2017 CC59
- 2017 CD59
- 2017 CE59
- 2017 CF59
- 2017 CG59
- 2017 CH59
- 2017 CJ59
- 2017 CK59
- 2017 CL59
- 2017 CM59
- 2017 CN59
- 2017 CO59
- 2017 CP59
- 2017 CQ59
- 2017 CR59
- 2017 CS59
- 2017 CT59
- 2017 CU59
- 2017 CV59
- 2017 CW59
- 2017 CX59
- 2017 CY59
- 2017 CZ59
- 2017 CB60
- 2017 CC60
- 2017 CD60
- 2017 CE60
- 2017 CF60
- 2017 CG60
- 2017 CH60
- 2017 CJ60
- 2017 CK60
- 2017 CL60
- 2017 CM60
- 2017 CN60
- 2017 CO60
- 2017 CP60
- 2017 CQ60
- 2017 CR60
- 2017 CS60
- 2017 CT60
- 2017 CU60
- 2017 CV60
- 2017 CW60
- 2017 CX60
- 2017 CY60
- 2017 CA61
- 2017 CB61
- 2017 CC61
- 2017 CD61
- 2017 CE61
- 2017 CF61
- 2017 CG61
- 2017 CH61
- 2017 CJ61
- 2017 CK61
- 2017 CL61
- 2017 CM61
- 2017 CN61
- 2017 CO61
- 2017 CP61
- 2017 CQ61
- 2017 CR61
- 2017 CS61
- 2017 CT61
- 2017 CU61
- 2017 CV61
- 2017 CW61
- 2017 CX61
- 2017 CY61
- 2017 CZ61
- 2017 CA62
- 2017 CB62
- 2017 CC62
- 2017 CD62
- 2017 CE62
- 2017 CF62
- 2017 CG62
- 2017 CH62
- 2017 CJ62
- 2017 CK62
- 2017 CL62
- 2017 CM62
- 2017 CN62
- 2017 CO62
- 2017 CP62
- 2017 CQ62
- 2017 CR62
- 2017 CS62
- 2017 CT62
- 2017 CU62
- 2017 CV62
- 2017 CW62
- 2017 CX62
- 2017 CY62
- 2017 CZ62
- 2017 CA63
- 2017 CB63
- 2017 CC63
- 2017 CD63
- 2017 CE63
- 2017 CF63
- 2017 CG63
- 2017 CH63
- 2017 CJ63
- 2017 CK63
- 2017 CL63
- 2017 CM63
- 2017 CN63
- 2017 CO63
- 2017 CP63
- 2017 CQ63
- 2017 CR63
- 2017 CS63
- 2017 CT63
- 2017 CU63
- 2017 CV63
- 2017 CW63
- 2017 CX63
- 2017 CY63
- 2017 CZ63
- 2017 CA64
- 2017 CB64
- 2017 CC64
- 2017 CD64
- 2017 CE64
- 2017 CF64
- 2017 CG64
- 2017 CH64
- 2017 CJ64
- 2017 CK64
- 2017 CL64
- 2017 CM64
- 2017 CN64
- 2017 CO64
- 2017 CP64
- 2017 CQ64
- 2017 CR64
- 2017 CS64
- 2017 CT64
- 2017 CU64
- 2017 CV64
- 2017 CW64
- 2017 CY64
- 2017 CZ64
- 2017 CA65
- 2017 CB65
- 2017 CC65
- 2017 CD65
- 2017 CE65
- 2017 CF65
- 2017 CG65
- 2017 CH65
- 2017 CJ65
- 2017 CK65
- 2017 CL65
- 2017 CM65
- 2017 CN65
- 2017 CP65
- 2017 CQ65
- 2017 CR65
- 2017 CS65
- 2017 CT65
- 2017 CU65
- 2017 CV65
- 2017 CW65
- 2017 CX65
- 2017 CY65
- 2017 CZ65
- 2017 CA66
- 2017 CB66
- 2017 CC66
- 2017 CD66
- 2017 CE66
- 2017 CF66
- 2017 CG66
- 2017 CH66
- 2017 CJ66
- 2017 CK66
- 2017 CL66
- 2017 CM66
- 2017 CN66
- 2017 CO66
- 2017 CP66
- 2017 CQ66
- 2017 CR66
- 2017 CS66
- 2017 CT66
- 2017 CU66
- 2017 CV66
- 2017 CW66
- 2017 CX66
- 2017 CY66
- 2017 CZ66
- 2017 CA67
- 2017 CB67
- 2017 CC67
- 2017 CD67
- 2017 CE67

### Du 16 au 29 février 2017
- 2017 DA
- 2017 DB
- 2017 DC
- 2017 DD
- 2017 DE
- 2017 DF
- 2017 DG
- 2017 DH
- 2017 DJ
- 2017 DL
- 2017 DO
- 2017 DP1
- 2017 DT1
- 2017 DF2
- 2017 DH2
- 2017 DL2
- 2017 DP2
- 2017 DT2
- 2017 DU2
- 2017 DC3
- 2017 DK3
- 2017 DV3
- 2017 DD4
- 2017 DE4
- 2017 DG4
- 2017 DJ4
- 2017 DN4
- 2017 DR4
- 2017 DT4
- 2017 DU4
- 2017 DF5
- 2017 DJ5
- 2017 DL5
- 2017 DT5
- 2017 DX5
- 2017 DY5
- 2017 DZ5
- 2017 DB6
- 2017 DJ6
- 2017 DP6
- 2017 DQ6
- 2017 DS6
- 2017 DV6
- 2017 DX6
- 2017 DE7
- 2017 DQ7
- 2017 DS7
- 2017 DT7
- 2017 DV7
- 2017 DX7
- 2017 DZ7
- 2017 DC8
- 2017 DE8
- 2017 DG8
- 2017 DK8
- 2017 DL8
- 2017 DR8
- 2017 DU8
- 2017 DF9
- 2017 DJ9
- 2017 DP9
- 2017 DS9
- 2017 DY9
- 2017 DF10
- 2017 DG10
- 2017 DJ10
- 2017 DM10
- 2017 DN10
- 2017 DO10
- 2017 DU10
- 2017 DB11
- 2017 DG11
- 2017 DK11
- 2017 DO11
- 2017 DS11
- 2017 DU11
- 2017 DW11
- 2017 DY11
- 2017 DG12
- 2017 DK12
- 2017 DL12
- 2017 DP12
- 2017 DW12
- 2017 DC13
- 2017 DD13
- 2017 DS13
- 2017 DT13
- 2017 DX13
- 2017 DY13
- 2017 DC14
- 2017 DE14
- 2017 DG14
- 2017 DJ14
- 2017 DO14
- 2017 DV14
- 2017 DX14
- 2017 DC15
- 2017 DG15
- 2017 DH15
- 2017 DJ15
- 2017 DK15
- 2017 DL15
- 2017 DQ15
- 2017 DR15
- 2017 DS15
- 2017 DT15
- 2017 DU15
- 2017 DV15
- 2017 DX15
- 2017 DY15
- 2017 DZ15
- 2017 DA16
- 2017 DC16
- 2017 DD16
- 2017 DE16
- 2017 DF16
- 2017 DG16
- 2017 DH16
- 2017 DJ16
- 2017 DP16
- 2017 DR16
- 2017 DX16
- 2017 DG17
- 2017 DJ17
- 2017 DK17
- 2017 DN17
- 2017 DU17
- 2017 DE18
- 2017 DM18
- 2017 DN18
- 2017 DO18
- 2017 DP18
- 2017 DA19
- 2017 DB19
- 2017 DD19
- 2017 DE19
- 2017 DG19
- 2017 DR19
- 2017 DU19
- 2017 DX19
- 2017 DB20
- 2017 DD20
- 2017 DE20
- 2017 DF20
- 2017 DH20
- 2017 DM20
- 2017 DQ20
- 2017 DV20
- 2017 DC21
- 2017 DJ21
- 2017 DK21
- 2017 DR21
- 2017 DU21
- 2017 DB22
- 2017 DM22
- 2017 DO22
- 2017 DQ22
- 2017 DT22
- 2017 DU22
- 2017 DV22
- 2017 DC23
- 2017 DD23
- 2017 DG23
- 2017 DH23
- 2017 DM23
- 2017 DN23
- 2017 DO23
- 2017 DP23
- 2017 DS23
- 2017 DT23
- 2017 DB24
- 2017 DG24
- 2017 DK24
- 2017 DL24
- 2017 DM24
- 2017 DO24
- 2017 DP24
- 2017 DB25
- 2017 DD25
- 2017 DH25
- 2017 DQ25
- 2017 DR25
- 2017 DT25
- 2017 DU25
- 2017 DX25
- 2017 DZ25
- 2017 DB26
- 2017 DC26
- 2017 DF26
- 2017 DG26
- 2017 DM26
- 2017 DN26
- 2017 DP26
- 2017 DU26
- 2017 DX26
- 2017 DZ26
- 2017 DB27
- 2017 DG27
- 2017 DL27
- 2017 DM27
- 2017 DT27
- 2017 DZ27
- 2017 DA28
- 2017 DD28
- 2017 DE28
- 2017 DG28
- 2017 DL28
- 2017 DN28
- 2017 DO28
- 2017 DP28
- 2017 DR28
- 2017 DX28
- 2017 DB29
- 2017 DE29
- 2017 DN29
- 2017 DO29
- 2017 DQ29
- 2017 DY29
- 2017 DA30
- 2017 DB30
- 2017 DC30
- 2017 DD30
- 2017 DF30
- 2017 DQ30
- 2017 DW30
- 2017 DB31
- 2017 DJ31
- 2017 DN31
- 2017 DZ31
- 2017 DE32
- 2017 DO32
- 2017 DQ32
- 2017 DS32
- 2017 DB33
- 2017 DH33
- 2017 DR33
- 2017 DZ33
- 2017 DA34
- 2017 DC34
- 2017 DJ34
- 2017 DK34
- 2017 DL34
- 2017 DM34
- 2017 DN34
- 2017 DO34
- 2017 DP34
- 2017 DQ34
- 2017 DR34
- 2017 DS34
- 2017 DT34
- 2017 DU34
- 2017 DW34
- 2017 DX34
- 2017 DZ34
- 2017 DC35
- 2017 DE35
- 2017 DF35
- 2017 DG35
- 2017 DN35
- 2017 DO35
- 2017 DP35
- 2017 DQ35
- 2017 DR35
- 2017 DS35
- 2017 DT35
- 2017 DU35
- 2017 DV35
- 2017 DW35
- 2017 DX35
- 2017 DY35
- 2017 DZ35
- 2017 DA36
- 2017 DB36
- 2017 DC36
- 2017 DD36
- 2017 DE36
- 2017 DF36
- 2017 DG36
- 2017 DK36
- 2017 DP36
- 2017 DQ36
- 2017 DR36
- 2017 DS36
- 2017 DT36
- 2017 DU36
- 2017 DV36
- 2017 DW36
- 2017 DX36
- 2017 DA37
- 2017 DB37
- 2017 DE37
- 2017 DG37
- 2017 DH37
- 2017 DK37
- 2017 DL37
- 2017 DM37
- 2017 DP37
- 2017 DQ37
- 2017 DR37
- 2017 DS37
- 2017 DT37
- 2017 DU37
- 2017 DV37
- 2017 DW37
- 2017 DX37
- 2017 DY37
- 2017 DZ37
- 2017 DA38
- 2017 DB38
- 2017 DC38
- 2017 DD38
- 2017 DE38
- 2017 DF38
- 2017 DO38
- 2017 DS38
- 2017 DT38
- 2017 DW38
- 2017 DD39
- 2017 DE39
- 2017 DF39
- 2017 DJ39
- 2017 DK39
- 2017 DO39
- 2017 DR39
- 2017 DT39
- 2017 DU39
- 2017 DV39
- 2017 DC40
- 2017 DE40
- 2017 DH40
- 2017 DN40
- 2017 DR40
- 2017 DS40
- 2017 DT40
- 2017 DX40
- 2017 DZ40
- 2017 DH41
- 2017 DJ41
- 2017 DM41
- 2017 DO41
- 2017 DP41
- 2017 DR41
- 2017 DW41
- 2017 DB42
- 2017 DD42
- 2017 DJ42
- 2017 DL42
- 2017 DN42
- 2017 DO42
- 2017 DQ42
- 2017 DY42
- 2017 DZ42
- 2017 DA43
- 2017 DB43
- 2017 DC43
- 2017 DG43
- 2017 DL43
- 2017 DN43
- 2017 DQ43
- 2017 DW43
- 2017 DX43
- 2017 DY43
- 2017 DD44
- 2017 DJ44
- 2017 DX44
- 2017 DY44
- 2017 DB45
- 2017 DE45
- 2017 DF45
- 2017 DL45
- 2017 DN45
- 2017 DR45
- 2017 DW45
- 2017 DA46
- 2017 DB46
- 2017 DE46
- 2017 DG46
- 2017 DN46
- 2017 DR46
- 2017 DS46
- 2017 DB47
- 2017 DC47
- 2017 DF47
- 2017 DN47
- 2017 DW47
- 2017 DJ48
- 2017 DK48
- 2017 DS48
- 2017 DY48
- 2017 DZ48
- 2017 DD49
- 2017 DE49
- 2017 DK49
- 2017 DL49
- 2017 DM49
- 2017 DN49
- 2017 DC50
- 2017 DG50
- 2017 DJ50
- 2017 DN50
- 2017 DQ50
- 2017 DU50
- 2017 DW50
- 2017 DD51
- 2017 DL51
- 2017 DM51
- 2017 DQ51
- 2017 DU51
- 2017 DV51
- 2017 DJ52
- 2017 DM52
- 2017 DS52
- 2017 DA53
- 2017 DC53
- 2017 DE53
- 2017 DH53
- 2017 DN53
- 2017 DO53
- 2017 DP53
- 2017 DQ53
- 2017 DU53
- 2017 DW53
- 2017 DM54
- 2017 DN54
- 2017 DO54
- 2017 DQ54
- 2017 DS54
- 2017 DX54
- 2017 DA55
- 2017 DB55
- 2017 DK55
- 2017 DL55
- 2017 DP55
- 2017 DV55
- 2017 DD56
- 2017 DE56
- 2017 DH56
- 2017 DJ56
- 2017 DP56
- 2017 DQ56
- 2017 DV56
- 2017 DX56
- 2017 DE57
- 2017 DH57
- 2017 DJ57
- 2017 DO57
- 2017 DP57
- 2017 DX57
- 2017 DE58
- 2017 DF58
- 2017 DO58
- 2017 DP58
- 2017 DV58
- 2017 DC59
- 2017 DF59
- 2017 DH59
- 2017 DU59
- 2017 DX59
- 2017 DY59
- 2017 DK60
- 2017 DV60
- 2017 DW60
- 2017 DB61
- 2017 DF61
- 2017 DK61
- 2017 DQ61
- 2017 DR61
- 2017 DU61
- 2017 DW61
- 2017 DB62
- 2017 DK62
- 2017 DO62
- 2017 DQ62
- 2017 DW62
- 2017 DX62
- 2017 DZ62
- 2017 DA63
- 2017 DJ63
- 2017 DW63
- 2017 DB64
- 2017 DG64
- 2017 DH64
- 2017 DV64
- 2017 DW64
- 2017 DX64
- 2017 DY64
- 2017 DC65
- 2017 DH65
- 2017 DN65
- 2017 DQ65
- 2017 DB66
- 2017 DD66
- 2017 DE66
- 2017 DQ66
- 2017 DR66
- 2017 DT66
- 2017 DU66
- 2017 DW66
- 2017 DY66
- 2017 DZ66
- 2017 DB67
- 2017 DF67
- 2017 DK67
- 2017 DN67
- 2017 DP67
- 2017 DS67
- 2017 DU67
- 2017 DW67
- 2017 DX67
- 2017 DY67
- 2017 DZ67
- 2017 DD68
- 2017 DG68
- 2017 DH68
- 2017 DK68
- 2017 DL68
- 2017 DP68
- 2017 DX68
- 2017 DA69
- 2017 DE69
- 2017 DU69
- 2017 DV69
- 2017 DW69
- 2017 DZ69
- 2017 DL70
- 2017 DM70
- 2017 DV70
- 2017 DJ71
- 2017 DL71
- 2017 DQ71
- 2017 DR71
- 2017 DS71
- 2017 DU71
- 2017 DW71
- 2017 DZ71
- 2017 DG72
- 2017 DJ72
- 2017 DN72
- 2017 DY72
- 2017 DM73
- 2017 DP73
- 2017 DS73
- 2017 DV73
- 2017 DY73
- 2017 DZ73
- 2017 DB74
- 2017 DE74
- 2017 DH74
- 2017 DJ74
- 2017 DN74
- 2017 DO74
- 2017 DQ74
- 2017 DV74
- 2017 DW74
- 2017 DE75
- 2017 DF75
- 2017 DH75
- 2017 DJ75
- 2017 DF76
- 2017 DH76
- 2017 DK76
- 2017 DR76
- 2017 DT76
- 2017 DX76
- 2017 DY76
- 2017 DC77
- 2017 DK77
- 2017 DC78
- 2017 DG78
- 2017 DM78
- 2017 DF79
- 2017 DW79
- 2017 DZ79
- 2017 DD80
- 2017 DP80
- 2017 DC82
- 2017 DH83
- 2017 DM83
- 2017 DP83
- 2017 DQ84
- 2017 DK85
- 2017 DW85
- 2017 DC86
- 2017 DF86
- 2017 DK86
- 2017 DO86
- 2017 DZ86
- 2017 DB87
- 2017 DE88
- 2017 DG88
- 2017 DM88
- 2017 DT88
- 2017 DV88
- 2017 DA89
- 2017 DG89
- 2017 DO89
- 2017 DV89
- 2017 DW89
- 2017 DY89
- 2017 DA90
- 2017 DC90
- 2017 DE90
- 2017 DF90
- 2017 DJ90
- 2017 DK90
- 2017 DL90
- 2017 DR90
- 2017 DU90
- 2017 DW90
- 2017 DA91
- 2017 DD91
- 2017 DG91
- 2017 DH91
- 2017 DK91
- 2017 DT91
- 2017 DV91
- 2017 DA92
- 2017 DB92
- 2017 DC92
- 2017 DK92
- 2017 DM92
- 2017 DO92
- 2017 DS92
- 2017 DV92
- 2017 DX92
- 2017 DF93
- 2017 DL93
- 2017 DR93
- 2017 DS93
- 2017 DU93
- 2017 DE94
- 2017 DF94
- 2017 DH94
- 2017 DK94
- 2017 DO94
- 2017 DR94
- 2017 DV94
- 2017 DZ94
- 2017 DA95
- 2017 DP95
- 2017 DT95
- 2017 DU95
- 2017 DW95
- 2017 DZ95
- 2017 DA96
- 2017 DC96
- 2017 DH96
- 2017 DN96
- 2017 DB97
- 2017 DQ97
- 2017 DD98
- 2017 DF98
- 2017 DJ98
- 2017 DM98
- 2017 DN98
- 2017 DP98
- 2017 DR98
- 2017 DT98
- 2017 DY98
- 2017 DZ98
- 2017 DE99
- 2017 DN99
- 2017 DR99
- 2017 DB100
- 2017 DF100
- 2017 DM100
- 2017 DT100
- 2017 DV100
- 2017 DW100
- 2017 DY100
- 2017 DA101
- 2017 DT101
- 2017 DW101
- 2017 DX101
- 2017 DZ101
- 2017 DL102
- 2017 DO102
- 2017 DT102
- 2017 DU102
- 2017 DD103
- 2017 DP103
- 2017 DQ103
- 2017 DA104
- 2017 DB104
- 2017 DE104
- 2017 DK104
- 2017 DT104
- 2017 DF105
- 2017 DP105
- 2017 DG106
- 2017 DL106
- 2017 DM106
- 2017 DV106
- 2017 DG107
- 2017 DK107
- 2017 DV107
- 2017 DX107
- 2017 DY107
- 2017 DZ107
- 2017 DH108
- 2017 DJ108
- 2017 DK108
- 2017 DR108
- 2017 DW108
- 2017 DX108
- 2017 DY108
- 2017 DZ108
- 2017 DA109
- 2017 DB109
- 2017 DC109
- 2017 DD109
- 2017 DG109
- 2017 DJ109
- 2017 DK109
- 2017 DL109
- 2017 DM109
- 2017 DN109
- 2017 DO109
- 2017 DP109
- 2017 DQ109
- 2017 DR109
- 2017 DS109
- 2017 DT109
- 2017 DY109
- 2017 DZ109
- 2017 DA110
- 2017 DH110
- 2017 DP111
- 2017 DT111
- 2017 DU111
- 2017 DW111
- 2017 DX111
- 2017 DC112
- 2017 DL112
- 2017 DN112
- 2017 DP112
- 2017 DT112
- 2017 DU112
- 2017 DX112
- 2017 DP113
- 2017 DR113
- 2017 DX113
- 2017 DY113
- 2017 DF114
- 2017 DN114
- 2017 DC115
- 2017 DD115
- 2017 DG115
- 2017 DU115
- 2017 DH116
- 2017 DK116
- 2017 DL116
- 2017 DN116
- 2017 DV116
- 2017 DL117
- 2017 DN117
- 2017 DD118
- 2017 DO118
- 2017 DY118
- 2017 DD119
- 2017 DE119
- 2017 DM119
- 2017 DT119
- 2017 DV119
- 2017 DW119
- 2017 DX119
- 2017 DY119
- 2017 DZ119
- 2017 DA120
- 2017 DB120
- 2017 DD120
- 2017 DG120
- 2017 DB121
- 2017 DM121
- 2017 DN121
- 2017 DO121
- 2017 DP121
- 2017 DB122
- 2017 DG123
- 2017 DJ123
- 2017 DK123
- 2017 DL123
- 2017 DO123
- 2017 DW123
- 2017 DX123
- 2017 DY123
- 2017 DZ123
- 2017 DA124
- 2017 DB124
- 2017 DC124
- 2017 DD124
- 2017 DF124
- 2017 DG124
- 2017 DH124
- 2017 DJ124
- 2017 DL124
- 2017 DM124
- 2017 DN124
- 2017 DO124
- 2017 DP124
- 2017 DS124
- 2017 DT124
- 2017 DU124
- 2017 DV124
- 2017 DW124
- 2017 DX124
- 2017 DY124
- 2017 DZ124
- 2017 DA125
- 2017 DB125
- 2017 DC125
- 2017 DD125
- 2017 DE125
- 2017 DG125
- 2017 DH125
- 2017 DJ125
- 2017 DK125
- 2017 DL125
- 2017 DM125
- 2017 DN125
- 2017 DO125
- 2017 DQ125
- 2017 DT125
- 2017 DU125
- 2017 DV125
- 2017 DX125
- 2017 DY125
- 2017 DZ125
- 2017 DA126
- 2017 DB126
- 2017 DC126
- 2017 DE126
- 2017 DF126
- 2017 DG126
- 2017 DH126
- 2017 DJ126
- 2017 DK126
- 2017 DM126
- 2017 DN126
- 2017 DO126
- 2017 DP126
- 2017 DR126
- 2017 DS126
- 2017 DT126
- 2017 DU126
- 2017 DV126
- 2017 DX126
- 2017 DY126
- 2017 DZ126
- 2017 DA127
- 2017 DB127
- 2017 DC127
- 2017 DD127
- 2017 DE127
- 2017 DF127
- 2017 DG127
- 2017 DH127
- 2017 DK127
- 2017 DL127
- 2017 DM127
- 2017 DN127
- 2017 DO127
- 2017 DP127
- 2017 DQ127
- 2017 DR127
- 2017 DS127
- 2017 DT127
- 2017 DU127
- 2017 DV127
- 2017 DW127
- 2017 DX127
- 2017 DY127
- 2017 DZ127
- 2017 DA128
- 2017 DB128
- 2017 DC128
- 2017 DD128
- 2017 DE128
- 2017 DF128
- 2017 DG128
- 2017 DH128
- 2017 DK128
- 2017 DL128
- 2017 DO128
- 2017 DP128
- 2017 DQ128
- 2017 DR128
- 2017 DS128
- 2017 DT128
- 2017 DU128
- 2017 DJ129
- 2017 DK129
- 2017 DL129
- 2017 DM129
- 2017 DN129
- 2017 DO129
- 2017 DP129
- 2017 DQ129
- 2017 DR129
- 2017 DS129
- 2017 DT129
- 2017 DU129
- 2017 DV129
- 2017 DW129
- 2017 DY129
- 2017 DB130
- 2017 DC130
- 2017 DD130
- 2017 DE130
- 2017 DS130
- 2017 DX130
- 2017 DY130
- 2017 DA131
- 2017 DB131
- 2017 DC131
- 2017 DD131
- 2017 DF131
- 2017 DG131
- 2017 DH131
- 2017 DJ131
- 2017 DK131
- 2017 DL131
- 2017 DN131
- 2017 DO131
- 2017 DQ131
- 2017 DS131
- 2017 DT131
- 2017 DU131
- 2017 DV131
- 2017 DX131
- 2017 DY131
- 2017 DZ131
- 2017 DA132
- 2017 DB132
- 2017 DC132
- 2017 DE132
- 2017 DJ132
- 2017 DL132
- 2017 DM132
- 2017 DO132
- 2017 DP132
- 2017 DQ132
- 2017 DR132
- 2017 DU132
- 2017 DV132
- 2017 DW132
- 2017 DX132
- 2017 DY132
- 2017 DZ132
- 2017 DB133
- 2017 DC133
- 2017 DD133
- 2017 DE133
- 2017 DF133
- 2017 DG133
- 2017 DH133
- 2017 DJ133
- 2017 DL133
- 2017 DN133
- 2017 DO133
- 2017 DP133
- 2017 DQ133
- 2017 DR133
- 2017 DT133
- 2017 DU133
- 2017 DV133
- 2017 DW133
- 2017 DX133
- 2017 DY133
- 2017 DZ133
- 2017 DA134
- 2017 DB134
- 2017 DE134
- 2017 DF134
- 2017 DG134
- 2017 DJ134
- 2017 DK134
- 2017 DO134
- 2017 DQ134
- 2017 DS134
- 2017 DU134
- 2017 DH135
- 2017 DJ135
- 2017 DK135
- 2017 DL135
- 2017 DM135
- 2017 DN135
- 2017 DO135
- 2017 DR135
- 2017 DS135
- 2017 DT135
- 2017 DV135
- 2017 DX135
- 2017 DY135
- 2017 DZ135
- 2017 DB136
- 2017 DC136
- 2017 DD136
- 2017 DE136
- 2017 DF136
- 2017 DG136
- 2017 DH136
- 2017 DK136
- 2017 DL136
- 2017 DM136
- 2017 DO136
- 2017 DP136
- 2017 DQ136
- 2017 DR136
- 2017 DS136
- 2017 DT136
- 2017 DU136
- 2017 DV136
- 2017 DW136
- 2017 DY136
- 2017 DZ136
- 2017 DA137
- 2017 DB137
- 2017 DC137
- 2017 DE137
- 2017 DF137
- 2017 DH137
- 2017 DJ137
- 2017 DK137
- 2017 DL137
- 2017 DM137
- 2017 DN137
- 2017 DO137
- 2017 DS137
- 2017 DT137
- 2017 DU137
- 2017 DV137
- 2017 DW137
- 2017 DA138
- 2017 DC138
- 2017 DD138
- 2017 DE138
- 2017 DG138
- 2017 DH138
- 2017 DJ138
- 2017 DK138
- 2017 DM138
- 2017 DN138
- 2017 DO138
- 2017 DQ138
- 2017 DR138
- 2017 DS138
- 2017 DV138
- 2017 DW138
- 2017 DG139
- 2017 DH139
- 2017 DJ139
- 2017 DL139
- 2017 DM139
- 2017 DN139
- 2017 DO139
- 2017 DQ139
- 2017 DT139
- 2017 DU139
- 2017 DV139
- 2017 DX139
- 2017 DZ139
- 2017 DA140
- 2017 DC140
- 2017 DD140
- 2017 DE140
- 2017 DF140
- 2017 DG140
- 2017 DH140
- 2017 DJ140
- 2017 DK140
- 2017 DN140
- 2017 DO140
- 2017 DQ140
- 2017 DR140
- 2017 DS140
- 2017 DT140
- 2017 DU140
- 2017 DW140
- 2017 DX140
- 2017 DY140
- 2017 DZ140
- 2017 DB141
- 2017 DC141
- 2017 DD141
- 2017 DE141
- 2017 DF141
- 2017 DG141
- 2017 DJ141
- 2017 DK141
- 2017 DL141
- 2017 DM141
- 2017 DN141
- 2017 DO141
- 2017 DP141
- 2017 DQ141
- 2017 DR141
- 2017 DS141
- 2017 DT141
- 2017 DV141
- 2017 DW141
- 2017 DX141
- 2017 DA142
- 2017 DB142
- 2017 DC142
- 2017 DD142
- 2017 DE142
- 2017 DF142
- 2017 DG142
- 2017 DH142
- 2017 DJ142
- 2017 DK142
- 2017 DL142
- 2017 DM142
- 2017 DO142
- 2017 DP142
- 2017 DQ142
- 2017 DR142
- 2017 DS142
- 2017 DB143
- 2017 DF143
- 2017 DT143
- 2017 DU143
- 2017 DV143
- 2017 DW143
- 2017 DX143
- 2017 DY143
- 2017 DZ143
- 2017 DA144
- 2017 DB144
- 2017 DC144
- 2017 DD144
- 2017 DE144
- 2017 DF144
- 2017 DG144
- 2017 DH144
- 2017 DJ144
- 2017 DM144
- 2017 DN144
- 2017 DO144
- 2017 DP144
- 2017 DQ144
- 2017 DR144
- 2017 DS144
- 2017 DU144
- 2017 DX144
- 2017 DY144
- 2017 DZ144
- 2017 DA145
- 2017 DB145
- 2017 DC145
- 2017 DD145
- 2017 DE145
- 2017 DF145
- 2017 DG145
- 2017 DH145
- 2017 DJ145
- 2017 DK145
- 2017 DL145
- 2017 DM145
- 2017 DN145
- 2017 DO145
- 2017 DP145
- 2017 DS145
- 2017 DT145
- 2017 DU145
- 2017 DV145
- 2017 DW145
- 2017 DX145
- 2017 DY145
- 2017 DA146
- 2017 DB146
- 2017 DC146
- 2017 DD146
- 2017 DE146
- 2017 DG146
- 2017 DH146
- 2017 DJ146
- 2017 DK146
- 2017 DL146
- 2017 DM146
- 2017 DN146
- 2017 DO146
- 2017 DQ146
- 2017 DU146
- 2017 DV146
- 2017 DW146
- 2017 DX146
- 2017 DY146
- 2017 DA147
- 2017 DC147
- 2017 DD147
- 2017 DE147
- 2017 DF147
- 2017 DG147
- 2017 DH147
- 2017 DJ147
- 2017 DK147
- 2017 DL147
- 2017 DN147
- 2017 DO147
- 2017 DP147
- 2017 DQ147
- 2017 DR147
- 2017 DS147
- 2017 DU147
- 2017 DV147
- 2017 DW147
- 2017 DX147
- 2017 DY147
- 2017 DZ147
- 2017 DA148
- 2017 DC148
- 2017 DD148
- 2017 DE148
- 2017 DF148
- 2017 DG148
- 2017 DH148
- 2017 DL148
- 2017 DM148
- 2017 DN148
- 2017 DP148
- 2017 DQ148
- 2017 DR148
- 2017 DS148
- 2017 DT148
- 2017 DU148
- 2017 DX148
- 2017 DZ148
- 2017 DA149
- 2017 DB149
- 2017 DC149
- 2017 DD149
- 2017 DE149
- 2017 DF149
- 2017 DH149
- 2017 DJ149
- 2017 DK149
- 2017 DL149
- 2017 DM149
- 2017 DN149
- 2017 DO149
- 2017 DP149
- 2017 DQ149
- 2017 DR149
- 2017 DV149
- 2017 DW149
- 2017 DX149
- 2017 DA150
- 2017 DB150
- 2017 DC150
- 2017 DD150
- 2017 DE150
- 2017 DF150
- 2017 DG150
- 2017 DH150
- 2017 DJ150
- 2017 DK150
- 2017 DL150
- 2017 DM150
- 2017 DN150
- 2017 DO150
- 2017 DQ150
- 2017 DR150
- 2017 DS150
- 2017 DT150
- 2017 DU150
- 2017 DV150
- 2017 DW150
- 2017 DX150
- 2017 DY150
- 2017 DZ150
- 2017 DA151
- 2017 DB151
- 2017 DC151
- 2017 DD151
- 2017 DE151
- 2017 DF151
- 2017 DG151
- 2017 DH151
- 2017 DJ151
- 2017 DK151
- 2017 DL151
- 2017 DM151
- 2017 DP151
- 2017 DQ151
- 2017 DR151
- 2017 DS151
- 2017 DT151
- 2017 DU151
- 2017 DV151
- 2017 DW151
- 2017 DX151
- 2017 DY151
- 2017 DZ151
- 2017 DA152
- 2017 DB152
- 2017 DC152
- 2017 DD152
- 2017 DE152
- 2017 DF152
- 2017 DG152
- 2017 DH152
- 2017 DJ152
- 2017 DK152
- 2017 DL152
- 2017 DM152
- 2017 DN152
- 2017 DO152
- 2017 DP152
- 2017 DQ152
- 2017 DR152
- 2017 DS152
- 2017 DT152
- 2017 DU152
- 2017 DV152
- 2017 DX152
- 2017 DY152
- 2017 DZ152
- 2017 DA153
- 2017 DB153
- 2017 DC153
- 2017 DD153
- 2017 DE153
- 2017 DF153
- 2017 DG153
- 2017 DH153
- 2017 DJ153
- 2017 DK153
- 2017 DL153
- 2017 DM153
- 2017 DN153
- 2017 DO153
- 2017 DP153
- 2017 DQ153
- 2017 DR153
- 2017 DS153
- 2017 DT153
- 2017 DU153
- 2017 DV153
- 2017 DW153
- 2017 DX153
- 2017 DZ153
- 2017 DA154
- 2017 DB154
- 2017 DC154
- 2017 DD154
- 2017 DE154
- 2017 DF154
- 2017 DG154
- 2017 DH154
- 2017 DJ154
- 2017 DK154
- 2017 DL154
- 2017 DM154
- 2017 DN154
- 2017 DO154
- 2017 DP154
- 2017 DQ154
- 2017 DR154
- 2017 DS154
- 2017 DT154
- 2017 DU154
- 2017 DV154
- 2017 DW154
- 2017 DX154
- 2017 DY154
- 2017 DZ154
- 2017 DB155
- 2017 DD155
- 2017 DE155
- 2017 DF155
- 2017 DG155
- 2017 DH155
- 2017 DJ155
- 2017 DK155
- 2017 DL155
- 2017 DM155
- 2017 DN155
- 2017 DO155
- 2017 DP155
- 2017 DQ155
- 2017 DR155
- 2017 DS155
- 2017 DU155
- 2017 DW155
- 2017 DX155
- 2017 DY155
- 2017 DZ155
- 2017 DA156
- 2017 DB156
- 2017 DC156
- 2017 DD156
- 2017 DE156
- 2017 DF156
- 2017 DG156
- 2017 DH156
- 2017 DJ156
- 2017 DK156
- 2017 DL156
- 2017 DM156
- 2017 DN156
- 2017 DO156
- 2017 DP156
- 2017 DQ156
- 2017 DR156
- 2017 DS156
- 2017 DT156
- 2017 DU156
- 2017 DV156
- 2017 DW156
- 2017 DY156
- 2017 DZ156
- 2017 DA157
- 2017 DB157
- 2017 DC157
- 2017 DD157
- 2017 DE157
- 2017 DF157
- 2017 DH157
- 2017 DJ157
- 2017 DK157
- 2017 DL157
- 2017 DM157
- 2017 DN157
- 2017 DO157
- 2017 DP157
- 2017 DQ157
- 2017 DR157
- 2017 DS157
- 2017 DT157
- 2017 DU157
- 2017 DV157
- 2017 DW157
- 2017 DX157
- 2017 DY157
- 2017 DZ157
- 2017 DA158
- 2017 DB158
- 2017 DC158
- 2017 DD158
- 2017 DE158
- 2017 DF158
- 2017 DG158
- 2017 DH158
- 2017 DK158
- 2017 DL158
- 2017 DM158
- 2017 DP158
- 2017 DQ158
- 2017 DR158
- 2017 DS158
- 2017 DT158
- 2017 DU158
- 2017 DV158
- 2017 DW158
- 2017 DX158
- 2017 DY158
- 2017 DZ158
- 2017 DA159
- 2017 DB159
- 2017 DC159
- 2017 DD159
- 2017 DE159
- 2017 DF159
- 2017 DG159
- 2017 DH159
- 2017 DJ159
- 2017 DK159
- 2017 DM159
- 2017 DN159
- 2017 DO159
- 2017 DP159
- 2017 DQ159
- 2017 DR159
- 2017 DS159
- 2017 DT159
- 2017 DU159
- 2017 DV159
- 2017 DW159
- 2017 DX159
- 2017 DY159
- 2017 DZ159
- 2017 DA160
- 2017 DB160
- 2017 DC160
- 2017 DD160
- 2017 DE160
- 2017 DF160
- 2017 DG160
- 2017 DH160
- 2017 DJ160
- 2017 DK160
- 2017 DL160
- 2017 DM160
- 2017 DN160
- 2017 DO160
- 2017 DP160
- 2017 DQ160
- 2017 DR160
- 2017 DS160
- 2017 DT160
- 2017 DU160
- 2017 DV160
- 2017 DW160
- 2017 DX160
- 2017 DY160
- 2017 DZ160
- 2017 DA161
- 2017 DB161
- 2017 DC161
- 2017 DD161
- 2017 DE161
- 2017 DF161
- 2017 DG161
- 2017 DH161
- 2017 DJ161
- 2017 DK161
- 2017 DL161
- 2017 DM161
- 2017 DN161
- 2017 DO161
- 2017 DP161
- 2017 DQ161
- 2017 DR161
- 2017 DS161
- 2017 DT161
- 2017 DU161
- 2017 DV161
- 2017 DW161
- 2017 DX161
- 2017 DY161
- 2017 DZ161
- 2017 DA162
- 2017 DB162
- 2017 DC162
- 2017 DD162
- 2017 DE162
- 2017 DF162
- 2017 DH162
- 2017 DJ162
- 2017 DK162
- 2017 DL162
- 2017 DM162
- 2017 DN162
- 2017 DO162
- 2017 DP162
- 2017 DQ162
- 2017 DR162
- 2017 DS162
- 2017 DT162
- 2017 DU162
- 2017 DV162
- 2017 DW162
- 2017 DX162
- 2017 DY162
- 2017 DZ162
- 2017 DA163
- 2017 DB163
- 2017 DC163
- 2017 DD163
- 2017 DE163
- 2017 DF163
- 2017 DG163
- 2017 DH163
- 2017 DJ163
- 2017 DK163
- 2017 DL163
- 2017 DO163
- 2017 DP163
- 2017 DQ163
- 2017 DR163
- 2017 DS163
- 2017 DT163
- 2017 DU163
- 2017 DW163
- 2017 DX163
- 2017 DY163
- 2017 DZ163
- 2017 DA164
- 2017 DB164
- 2017 DC164
- 2017 DD164
- 2017 DE164
- 2017 DF164
- 2017 DG164
- 2017 DJ164
- 2017 DK164
- 2017 DL164
- 2017 DM164
- 2017 DN164
- 2017 DO164
- 2017 DP164
- 2017 DQ164
- 2017 DR164
- 2017 DS164
- 2017 DT164
- 2017 DU164
- 2017 DV164
- 2017 DW164
- 2017 DY164
- 2017 DZ164
- 2017 DA165
- 2017 DB165
- 2017 DC165
- 2017 DD165
- 2017 DE165
- 2017 DF165
- 2017 DG165
- 2017 DH165
- 2017 DJ165
- 2017 DK165
- 2017 DL165
- 2017 DM165
- 2017 DN165
- 2017 DO165
- 2017 DP165
- 2017 DQ165
- 2017 DR165
- 2017 DS165
- 2017 DT165
- 2017 DU165
- 2017 DV165
- 2017 DW165
- 2017 DX165
- 2017 DY165
- 2017 DZ165
- 2017 DA166
- 2017 DB166
- 2017 DC166
- 2017 DD166
- 2017 DE166
- 2017 DF166
- 2017 DG166
- 2017 DH166
- 2017 DJ166
- 2017 DK166
- 2017 DL166
- 2017 DM166
- 2017 DN166
- 2017 DO166
- 2017 DP166
- 2017 DQ166
- 2017 DR166
- 2017 DS166
- 2017 DT166
- 2017 DU166
- 2017 DV166
- 2017 DW166
- 2017 DX166
- 2017 DY166
- 2017 DZ166
- 2017 DA167
- 2017 DB167
- 2017 DC167
- 2017 DD167
- 2017 DE167
- 2017 DF167
- 2017 DG167
- 2017 DH167
- 2017 DJ167
- 2017 DK167
- 2017 DM167
- 2017 DP167
- 2017 DQ167
- 2017 DR167
- 2017 DS167
- 2017 DT167
- 2017 DU167
- 2017 DV167
- 2017 DW167
- 2017 DX167
- 2017 DY167
- 2017 DZ167
- 2017 DA168
- 2017 DB168
- 2017 DC168
- 2017 DE168
- 2017 DF168
- 2017 DG168
- 2017 DH168
- 2017 DJ168
- 2017 DK168
- 2017 DL168
- 2017 DM168
- 2017 DN168
- 2017 DO168
- 2017 DP168
- 2017 DQ168
- 2017 DR168
- 2017 DS168
- 2017 DT168
- 2017 DU168
- 2017 DV168
- 2017 DW168
- 2017 DX168
- 2017 DY168
- 2017 DZ168
- 2017 DA169
- 2017 DB169
- 2017 DC169
- 2017 DD169
- 2017 DF169
- 2017 DH169
- 2017 DJ169
- 2017 DK169
- 2017 DL169
- 2017 DM169
- 2017 DN169
- 2017 DO169
- 2017 DP169
- 2017 DQ169
- 2017 DR169
- 2017 DS169
- 2017 DT169
- 2017 DU169
- 2017 DV169
- 2017 DX169
- 2017 DY169
- 2017 DZ169
- 2017 DA170
- 2017 DB170
- 2017 DC170
- 2017 DD170
- 2017 DE170
- 2017 DF170
- 2017 DG170
- 2017 DH170
- 2017 DJ170
- 2017 DK170
- 2017 DL170
- 2017 DM170
- 2017 DN170
- 2017 DO170
- 2017 DP170
- 2017 DQ170
- 2017 DR170
- 2017 DS170
- 2017 DT170
- 2017 DU170
- 2017 DV170
- 2017 DW170
- 2017 DX170
- 2017 DY170
- 2017 DA171
- 2017 DB171
- 2017 DC171
- 2017 DD171
- 2017 DE171
- 2017 DF171
- 2017 DG171
- 2017 DH171
- 2017 DJ171
- 2017 DK171
- 2017 DL171
- 2017 DM171
- 2017 DN171
- 2017 DO171
- 2017 DP171
- 2017 DQ171
- 2017 DR171
- 2017 DS171
- 2017 DT171
- 2017 DU171
- 2017 DV171
- 2017 DW171
- 2017 DX171
- 2017 DY171
- 2017 DZ171
- 2017 DA172
- 2017 DB172
- 2017 DC172
- 2017 DD172
- 2017 DE172
- 2017 DF172
- 2017 DG172
- 2017 DH172
- 2017 DJ172
- 2017 DK172
- 2017 DL172
- 2017 DM172
- 2017 DN172
- 2017 DO172
- 2017 DP172
- 2017 DQ172
- 2017 DR172
- 2017 DS172
- 2017 DT172
- 2017 DU172
- 2017 DV172
- 2017 DW172
- 2017 DX172
- 2017 DY172
- 2017 DZ172
- 2017 DA173
- 2017 DB173
- 2017 DC173
- 2017 DD173
- 2017 DE173
- 2017 DF173
- 2017 DG173
- 2017 DH173
- 2017 DJ173
- 2017 DK173
- 2017 DL173
- 2017 DM173
- 2017 DN173
- 2017 DO173
- 2017 DP173
- 2017 DQ173
- 2017 DS173
- 2017 DT173
- 2017 DU173
- 2017 DV173
- 2017 DW173
- 2017 DX173
- 2017 DY173
- 2017 DZ173
- 2017 DA174
- 2017 DB174
- 2017 DC174
- 2017 DD174
- 2017 DE174
- 2017 DF174
- 2017 DG174
- 2017 DH174
- 2017 DJ174
- 2017 DK174
- 2017 DL174
- 2017 DM174
- 2017 DN174
- 2017 DO174
- 2017 DP174
- 2017 DQ174
- 2017 DR174
- 2017 DS174
- 2017 DT174
- 2017 DU174
- 2017 DV174
- 2017 DW174
- 2017 DX174
- 2017 DY174
- 2017 DZ174
- 2017 DA175
- 2017 DB175
- 2017 DC175
- 2017 DD175
- 2017 DE175
- 2017 DF175
- 2017 DG175
- 2017 DH175
- 2017 DJ175
- 2017 DK175
- 2017 DL175
- 2017 DM175
- 2017 DN175
- 2017 DO175
- 2017 DP175
- 2017 DQ175
- 2017 DR175
- 2017 DS175
- 2017 DT175
- 2017 DU175
- 2017 DV175
- 2017 DW175
- 2017 DX175
- 2017 DY175
- 2017 DZ175
- 2017 DA176
- 2017 DB176
- 2017 DC176
- 2017 DD176
- 2017 DE176
- 2017 DF176
- 2017 DG176
- 2017 DH176
- 2017 DJ176
- 2017 DK176
- 2017 DL176
- 2017 DM176
- 2017 DN176
- 2017 DO176
- 2017 DP176
- 2017 DQ176
- 2017 DR176
- 2017 DS176
- 2017 DT176
- 2017 DU176
- 2017 DV176
- 2017 DW176
- 2017 DX176
- 2017 DY176
- 2017 DZ176
- 2017 DA177
- 2017 DB177
- 2017 DC177
- 2017 DD177
- 2017 DE177
- 2017 DF177
- 2017 DG177
- 2017 DH177
- 2017 DJ177
- 2017 DK177
- 2017 DL177
- 2017 DM177
- 2017 DN177
- 2017 DO177
- 2017 DP177
- 2017 DQ177
- 2017 DR177
- 2017 DS177
- 2017 DT177
- 2017 DU177
- 2017 DV177
- 2017 DW177
- 2017 DX177
- 2017 DY177
- 2017 DZ177
- 2017 DA178
- 2017 DB178
- 2017 DC178
- 2017 DD178
- 2017 DE178
- 2017 DF178
- 2017 DG178
- 2017 DH178
- 2017 DJ178
- 2017 DK178
- 2017 DL178
- 2017 DM178
- 2017 DN178
- 2017 DO178
- 2017 DP178
- 2017 DQ178
- 2017 DR178
- 2017 DS178
- 2017 DT178
- 2017 DU178
- 2017 DV178
- 2017 DW178
- 2017 DX178
- 2017 DY178
- 2017 DZ178
- 2017 DA179
- 2017 DB179
- 2017 DC179
- 2017 DD179
- 2017 DE179
- 2017 DF179
- 2017 DG179
- 2017 DH179
- 2017 DJ179
- 2017 DK179
- 2017 DL179
- 2017 DM179
- 2017 DN179
- 2017 DO179
- 2017 DP179
- 2017 DQ179
- 2017 DR179
- 2017 DS179
- 2017 DT179
- 2017 DU179
- 2017 DV179
- 2017 DW179
- 2017 DX179
- 2017 DY179